# Eliakim Hastings Moore

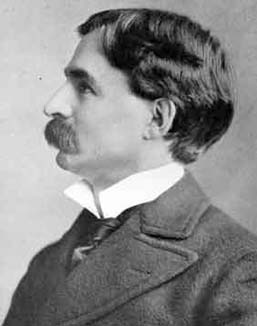
Eliakim Hastings Moore

Eliakim Hastings Moore (* 28. Januar 1862 in Marietta, Ohio; † 30. Dezember 1932 in Chicago, Illinois) war ein US-amerikanischer Mathematiker.

## Leben
Moore studierte ab 1879 an der Yale University Mathematik und Astronomie und promovierte 1885 mit der Dissertation Extensions of Certain Theorems of Clifford and Cayley in the Geometry of n Dimensions bei Hubert Anson Newton (1830–1896). 1885 bis 1886 studierte er in Deutschland in Göttingen und Berlin, u. a. bei Leopold Kronecker und Karl Weierstraß. Danach arbeitete er als Tutor an der Northwestern University und in Yale, bevor er 1892 Professor für Mathematik an der neu gegründeten University of Chicago wurde. Von 1896 bis zu seiner Pensionierung 1931 leitete er die Fakultät für Mathematik an der Universität. Er holte die beiden jungen deutschen Mathematiker Oskar Bolza (ein Spezialist für Variationsrechnung) und Heinrich Maschke an die Fakultät, die er zu einem der Zentren der mathematischen Forschung in den USA machte. Zu seinen Studenten zählen Oswald Veblen, Leonard Dickson, Garrett Birkhoff und Theophil Henry Hildebrandt.
1901 bis 1902 war er Präsident der American Mathematical Society, die er auch mitbegründete (indem er die New York Mathematical Society überzeugte, ihren Namen zu ändern). Er war Mitglied der National Academy of Sciences der USA, der American Academy of Arts and Sciences (jeweils 1901) und der American Philosophical Society (1905).

## Forschungsarbeiten
Moore arbeitete zunächst auf dem Gebiet der abstrakten Algebra. Ein Begriff, der sich damals herausbildete, war der des Körpers, worunter bis dahin aber nur unendliche Strukturen verstanden wurden. Moore (etwa gleichzeitig auch Heinrich  Weber) erweiterte den Begriff, indem er auch endliche Körper einbezog. Dabei zeigte er 1893, dass jeder endliche Körper als Galois-Körper (englisch: Galois field) dargestellt werden kann. (Ein Galois-Körper ist ein endlicher Körper, der mittels einer auf Galois zurückgehenden Konstruktion erzeugt wird. Moores Resultat wegen werden die Begriffe endlicher Körper und Galois-Körper heute oft synonym verwendet.)
Um 1900 begann er Forschungen zu den Grundlagen der Geometrie.
Er reduzierte die Formulierungen der Geometrie-Axiome von David Hilbert so weit, dass nur noch Punkte als primitiver Begriff benötigt wurden. Linien und Ebenen, die Hilbert ebenfalls als primitive Begriffe eingeführt hatte, konnten als abgeleitete Konstrukte dargestellt werden.
Moore bewies im Jahre 1902, dass das hilbertsche Axiomensystem redundant ist, und als er von dem unabhängig davon gefundenen Beweis des (nicht mit ihm verwandten) Mathematikers Robert Lee Moore, Student bei G. B. Halsted, erfuhr, förderte er ihn, indem er dessen Dissertation in Chicago ermöglichte.
Die Arbeiten von Moore über Axiomensysteme gelten als Ursprung der Metamathematik und der Modelltheorie.
Nach 1906 wandte Moore sich den Grundlagen der Analysis zu. Er arbeitete auch über algebraische Geometrie, Zahlentheorie und Integralgleichungen.
Von praktischer Bedeutung sind heute noch seine Forschungsergebnisse in der linearen Algebra, wo er für nicht reguläre Matrizen eine sogenannte Pseudoinverse definiert hat, die nach ihm und Roger Penrose als Moore-Penrose-Inverse bezeichnet wird.